# Javier Molina
Francisco Javier de Molina Burgos (Madrid, España, 16 de junio de 1964), conocido también como Javier (Javi) Molina, es el baterista de Hombres G y el mejor amigo de David Summers. Es el más simpático y bromista del grupo, como lo representaba en las películas Sufre mamón y Suéltate el pelo.
En su historia mencionó que le importaba demasiado la ecología y los animales, se puede decir que la mitad de lo que el grupo le dejaba iba para buenas obras para fundaciones que protegían a los animales en América. En muchas ocasiones Javier declaró que la música fue más su pasatiempo que su profesión.

## Biografía
Nació el 16 de junio de 1964 en Madrid España, sus padres son Fernando de Molina y Mercedes Burgos. Cuando fue joven se unió con David Summers, se dedicaban a salir y hacer bromas tras ser expulsados de su colegio. Luego en otro colegio se unieron con Dani Mezquita para comenzar un grupo